# 秋家丞
秋家丞（1790年—？），浙江人，清朝政治人物。

## 生平
秋学礼之子，嘉慶十八年癸酉科舉人，大挑一等，以知县用。道光二十二年（1842年）任上海县知县一职。道光二十五年（1845年）调补华亭县知县。有曾孙女秋瑾。